# Wolfgang Röd
Wolfgang Röd (13. května 1926, Oderberg, Slezsko – 17. srpna 2014, Innsbruck) byl rakouský historik filosofie, známý především jako vydavatel čtrnáctisvazkové řady dějin filosofie v nakladatelství C. H. Beck.

## Život
Jeho otec Josef Röd, profesor Německého reálného gymnázia v Novém Bohumíně, pocházel z jihotyrolského města Kiens (dnes v Itálii), a matka Valerie byla dcerou Antona Ciastoně, inspektora finanční stráže v Novém Bohumíně. Rodina bydlela nejprve v domě čp. 447 v Kostelní ulici, později se přestěhovala naproti do čp. 643. 
V letech 1932 až 1936 ve svém rodišti navštěvoval Chlapeckou obecnou školu a poté dva roky studoval na Německém reálném gymnáziu. Po obsazení Bohumína v říjnu 1938 odešla rodina do Opavy. Po maturitě na tamní Vyšší chlapecké škole v roce 1944 musel narukovat do německé armády a byl zajat. Po válce se již do Slezska nevrátil.
Od roku 1947 studoval filosofii a historii nejprve v Miláně a poté v Innsbrucku, kde v roce 1953 promoval na doktora. Vyučoval na vysokých školách v Tyrolsku a na Mnichovské univerzitě. V roce 1977 se stal řádným profesorem na Univerzitě Innsbruck, kde byl roku 1996 emeritován. Specializoval se na novověkou filosofii, především na dílo Descartesa.

## Spisy
- Descartes. Die innere Genesis des cartesianischen Systems. Reinhardt, München 1964; 2., völlig überarbeitete und erweiterte Auflage: Die Genese des Cartesianischen Rationalismus. Beck, München 1982, ISBN 3-406-09100-8.
- Descartes’ erste Philosophie. Versuch einer Analyse mit besonderer Berücksichtigung der Cartesianischen Methodologie. Bouvier, Bonn 1971 (Habilitationsschrift).

Překlady do češtiny
- RÖD, W. Novověká filosofie I. Překlad Jindřich Karásek. 1. vyd. Svazek 8. Praha: OIKOYMENH, 2001. 384 s. (Dějiny filosofie). ISBN 80-7298-039-4. Zahrnuje filosofy od Francise Bacona po Spinozu (Galileo Galilei, René Descartes, Blaise Pascal, Thomas Hobbes a další).
- RÖD, W. Novověká filosofie II. Od Newtona po Rousseaua. Překlad Jindřich Karásek. 1. vyd. Svazek 9. Praha: OIKOYMENH, 2004. 580 s. (Dějiny filosofie). ISBN 80-7298-109-9. Zahrnuje filosofy od Newtona po Rousseaua (Locke, Leibniz, Berkeley, Wolff, Lessing, Hume a další).